# Coucal à ventre blanc
Centropus leucogaster
Espèce
Statut de conservation UICN

 LC  : Préoccupation mineure
Le Coucal à ventre blanc (Centropus leucogaster) est une espèce de Coucal, oiseau de la famille des Cuculidae. Son aire de répartition s'étend sur le Sénégal, la Guinée-Bissau, la Guinée, la Sierra Leone, le Liberia, la Côte d'Ivoire, le Ghana, le Togo, le Niger, le Nigeria, le Cameroun, le Gabon et la République démocratique du Congo. Il est rare au Mali.

## Liste des sous-espèces
- Centropus leucogaster efulenensis Sharpe, 1904
- Centropus leucogaster leucogaster (Leach, 1814)
- Centropus leucogaster neumanni Alexander, 1908 — Coucal de Neumann, ancienne espèce fusionnée avec Centropus leucogaster.